# F.E.A.R. (canção)
F.E.A.R. é o primeiro single do terceiro álbum do cantor americano de indie rock e britpop Ian Brown, com seu trabalho solo. Canção do álbum Music of the Spheres. Lançado em 17 de setembro de 2001, que colocou # 13 no UK Singles Chart e foi um sucesso de crítica e comercial. No final de 2002, ele ganhou um prêmio no Muso Award de Melhor Single. Em outubro de 2011, a NME colocou no número 67 em sua lista de "150 Melhores Faixas dos últimos 15 anos".

## Influências
A música incorpora um esquema lírico criativo onde cada verso acróstico forma o "F.E.A.R." (Por exemplo, "Para cada, um caminho" e "impérios caídos estão governando"). Em uma entrevista à revista Clash, Brown indicou que uma influência principal de "FEAR" foi Autobiografia de Malcolm X, que pregou o estudo da etimologia, de modo que um poderia ter "controle sobre as pessoas através do uso da linguagem." Brown passou a criar centenas de siglas a partir da palavra "fear (medo em português)".
Brown revisitou o conceito no título da faixa Solarized, "Time Is My Everything", que é muitas vezes abreviado por com a sigla "T.I.M.E." em setlists de shows.
Versões remixadas e instrumentais de "F.E.A.R." também apareceu no álbum de remixes, Remixes of the Spheres. Um clipe de 30 segundos de a versão instrumental aparece no final da versão de 12 de Music of the Spheres; Esta é uma homenagem a Marvin Gaye What's Going On que também contou com um clipe da faixa principal no final do álbum.